# ガスター
株式会社ガスター (GASTAR) は、神奈川県大和市に本社と工場を置くリンナイグループのガス機器メーカーである。
かつてはあらゆるガス機器を自社ブランドで製造販売したが、現在は業務提携により、おもに東京ガスのブランドでガス給湯器、風呂釜、TES熱源機を製造している。
2016年まで空調事業部がガスヒートポンプエアコンを販売して補修を手掛けたが、機器は製造せずにアイシンなどからOEM調達した。空調事業は、2016年に東京ガス子会社の株式会社キャプティに移管されている。
北海道と東北北部を主要市場とする大手暖房機器メーカー「サンポット」は、同社が製造販売していた石油ストーブ部門が独立して発足した。
2015年12月2日に、親会社であった東京ガスはガス機器製造事業から撤退し、ガスターの経営権をリンナイに移すことを発表した。発表時点の出資比率は東京ガス66.7パーセント (%)、LIXIL22.2%、リンナイ11.1%であったが、2016年4月1日までに一連の再編が完了し、リンナイが90%の議決権を有する親会社となった。

## 沿革
- 1959年 - 戦前からガス器具を生産したエスヤ製作所の事業・設備継承を目的に、東京都品川区[3]で東京瓦斯と東洋棉花が折半出資して関東ガス器具株式会社を資本金2億円で設立する。コンロ、ストーブ、風呂釜などのガス機器や寒冷地向け石油ストーブを製造して販売する。
- 1965年 - 集合住宅向けバランス釜の製造を開始して日本住宅公団へ納入する。石油ストーブ部門をガスター販売株式会社（現・サンポット）として分離する。
- 1967年 - 工場及び本社を現在地（神奈川県大和市深見台）に移転。
- 1971年 ‐ 社名を株式会社ガスターに変更。
- 1984年 - 壁貫通型ガスふろ給湯器（ホールインワン）を開発、販売開始。
- 1987年 - 空調機器部門設立。ガスエンジンヒートポンプエアコン販売開始。
- 1989年 - INAXと業務提携。資本金を24億5千万円に増資。INAXとの共通ブランド名「YUMEX」で販売開始。
- 1993年 - 床暖房用温水マット、COセンサー付FE給湯器を東京ガス向けに販売開始。
- 1995年 - 次世代給湯器「アステージシリーズ」発売。低騒音、低NOxガスバーナーの開発で「日本燃焼学会技術賞」受賞。
- 1996年 - 次世代給湯器の開発で「（社）日本瓦斯協会技術大賞・技術賞」受賞。
- 1998年 - ISO9001認証取得。
- 1999年 - リンナイと業務提携。給湯事業で東京ガス向け以外の営業から撤退。
- 2001年 - TES部材の製造を行う横浜テクノセンター設立。ISO14001認証取得。
- 2002年 - TES熱源機製造・販売開始。
- 2003年 - ガスエンジンコージェネレーションシステム「ジェネキュー」の貯湯タンクの製造・システムの販売開始。潜熱回収型高効率TES熱源機（エコジョーズ）製造・販売開始。
- 2004年 - 潜熱回収型高効率ふろ給湯器（エコジョーズ）製造・販売開始。
- 2005年 - 家庭用燃料電池コージェネレーションシステム用貯湯システムの製造開始。
- 2010年 - 太陽熱利用ガス温水システム「SOLAMO」の販売開始。
- 2016年 - リンナイが東京ガス及びLIXILから株式を取得するとともに、当社が2社から自己株式取得を行った結果、議決権所有割合がリンナイ90%・東京ガス10%となり、リンナイの連結子会社となる[4][5]。空調事業を東京ガス子会社の株式会社キャプティに移管。

## 営業エリア
かつては全国に営業所を持ち、自社ブランドで販売したが、INAXと提携後は名古屋地区から撤退し、リンナイと提携後は東京ガス向け営業以外の全国から撤退し、自社ブランドで営業しない。製品は現在おもに東京ガスのブランドで全国で販売する。空調事業はリンナイと提携後も全国で営業したが、2004年度に首都圏を除いて撤退し、2016年に東京ガス子会社へ移管した。

## 主な製品
- ガスふろ釜：バランス釜等
- ガス給湯器
- ガスふろ給湯器 - INAXと提携した際に「殿様」と表記された適温を保つスイッチがあった。
- ガス給湯暖房機 (TES)

## 関連企業各社
- 東京ガス
- リンナイ